# Hermann Gunkel
Hermann Gunkel (Springe, 23 maggio 1862 – Halle, 11 marzo 1932) è stato un biblista tedesco noto per aver fondato la critica delle forme e come importante esponente della Scuola di Storia delle Religioni. Egli ha studiato le tradizioni orali che sono all'origine del testo biblico e del folklore. I suoi commentari della Genesi e dei Salmi furono particolarmente influenti.

## Carriera accademica
Hermann Gunkel, figlio di un pastore luterano, studiò alle Università di Gottinga e di Giessen. A Gottinga iniziò anche la sua carriera nel 1888, ma subito dopo si trasferì a Halle (1889-1894) e poi a Berlino (1894-1907). Nel 1907 divenne professore ordinario a Giessen. Infine nel 1920 si trasferì alla Università "Martin Lutero" di Halle-Wittenberg, dove scrisse i suoi ultimi lavori, fra cui il commento dei Salmi (1926). Non riuscì, invece, a portare a termine la sua "Introduzione ai Salmi", che venne completata da un suo collaboratore, Joachim Begrich, che la pubblicò nel 1933.
Assieme a Wilhelm Bousset Gunkel fondò la serie FRLANT: Forschungen zur Religion und Literatur des Alten und Neuen Testaments ("Ricerche di religione e letteratura dell'antico e del nuovo testamento") (1903- ). Gunkel fu anche l'editore, in collaborazione con Leopold Zscharnack, della seconda edizione dell'enciclopedia tedesca RGG Die Religion in Geschichte und Gegenwart ("Religione nella storia e nel presente") (1927-1931), di cui compilò più di un centinaio di voci.

## La critica delle forme
La sua partecipazione agli studi della "Scuola di Storia delle Religioni", un gruppo di biblisti protestanti tedeschi attivo a Gottinga nell'ultimo decennio del secolo, lo avvicinò molto presto allo studio delle tradizioni orali comuni a diverse popolazioni del Vicino Oriente antico e importanti per comprendere lo sviluppo del testo biblico. Nel 1901 pubblicò la prima edizione del famoso commento alla Genesi in cui sviluppò il metodo esegetico della critica delle forme (la terza e ultima edizione è del 1910). Nello stesso anno 1901 la lunga introduzione del commento venne tradotta in inglese e pubblicata con il titolo
The legends of Genesis, contribuendo ad una rapida diffusione del nuovo metodo esegetico.
Secondo la critica delle forme, o meglio "storia delle forme" (formgeschichte), nel testo biblico è possibile individuare unità letterarie caratterizzate dall'adozione di uno specifico genere letterario ("gattung"). A ogni genere, poi, occorre associare l'ambiente socio-culturale che gli ha dato origine e ne ha determinato le caratteristiche. Per indicare questo ambiente Gunkel coniò la fortunata espressione Sitz im Leben (letteralmente il "posto nella vita", cioè il contesto vitale), tuttora molto comune nel linguaggio tecnico dei biblisti.
Gunkel, quindi, iniziò un cammino a ritroso che dal testo scritto cercava di risalire a precedenti versioni "orali" e di rispondere a domande come le seguenti. Chi è che narra e quali sono gli uditori presupposti dal racconto? Perché è stato scritto un testo di questo tipo? In quali circostanze storiche, culturali, sociologiche può essere stato formulato? Per rispondere a queste domande divenne molto importante lo studio letterario del testo per valutarne la forma, lo stile, il gusto estetico, ecc.

## Sviluppi successivi
La critica delle forme fu adottata, utilizzata e sviluppata dai più importanti studiosi del secolo XX, fra cui Gerhard von Rad e Martin Noth.
La critica delle forme, inoltre, spostò l'attenzione dei biblisti a monte dei documenti scritti che secondo l'ipotesi documentale sarebbero la base con cui venne compilato il testo biblico. Secondo Rolf Rendtorff e altri dopo di lui questo spostamento non solo ridusse l'interesse per le teoria delle fonti ma addirittura ne minò la credibilità. Molti biblisti, infatti, ritengono che il testo biblico non sia nato dalla fusione di "fonti", intese come narrazioni complete e autosufficienti, ma dall'opera di autori/redattori che hanno utilizzato una varietà di materiali orali e scritti, le unità letterarie la cui esistenza era stata messa in luce da Gunkel.

### La scuola scandinava
Gli studi di Gunkel sull'oralità e sullo stile letterario dei racconti mitico-eroico-leggendari ("sagen") sono stati grandemente approfonditi da un gruppo di studiosi scandinavi, fra cui il norvegese Sigmund Mowinckel (1884-1965), i danesi Johannes P.E. Pedersen (1883-1977) e Eduard Nielsen (1923- ) e lo svedese Ivan Engnell (1906-1964).
Secondo Federico Giuntoli "Tre sono i principali capisaldi di questa scuola: a) le maggiori tradizioni dell'AT sono accomunate da un'origine cultuale; b) prima dell'esilio babilonese la trasmissione di dette tradizioni sarebbe avvenuta principalmente per via orale; c) l'ipotesi dei documenti ha poco da dire a proposito del periodo pre-esilico, dal momento che la scrittura avrebbe avuto un ruolo fondamentale solo dopo l'esperienza dell'esilio".

## Opere
Pochi scritti di Gunkel sono stati tradotti in italiano, fra cui:
- La fiaba nell'Antico Testamento, a cura di P.S. Baghini, Medusa 2007, pp. 181; (Das Märchen im Alten Testament, Tübingen : Mohr, 1917).

I suoi scritti, perciò, sono noti agli specialisti soprattutto tramite l'originale tedesco. Recentemente molte opere sono state tradotte in inglese:
- The Influence of the Holy Spirit, Traduzione di Roy A. Harrisville and Phillips A. Quanbeck, Philadelphia, Fortress Press, 1979  [1888].
- Creation and Chaos in the Primeval Era and the Eschaton, Traduzione di K. William Whitney Jr, Grand Rapids, MI, Wm. B. Eerdmans, 2006  [1895].
- Genesis: Translated and Explained, 1st, Göttingen, Vandenhoeck & Ruprecht, 1901. (Introduzione tradotta da William Herbert Carruth e pubblicata come The Legends of Genesis in 1901.)
- Israel and Babylon, Tradotto da E. S. B. and K. C. Hanson, Eugene, OR, Cascade, 2009  [1903].
- Genesis: Translated and Explained, Traduzione di Mark E. Biddle, 3ª ed., Macon, GA, Mercer University Press, 1997  [1910]. (Introduzione pubblicata come The Stories of Genesis)
- The Psalms: A Form-Critical Introduction, Traduzione di T. M. Horner, Philadelphia, Fortress Press, 1967  [1926].
- An Introduction to the Psalms, Completato da Joachim Begrich e tradotto da James D. Nogalski, Macon, GA, Mercer University Press, 1998  [1933].